# Kyōto Tower

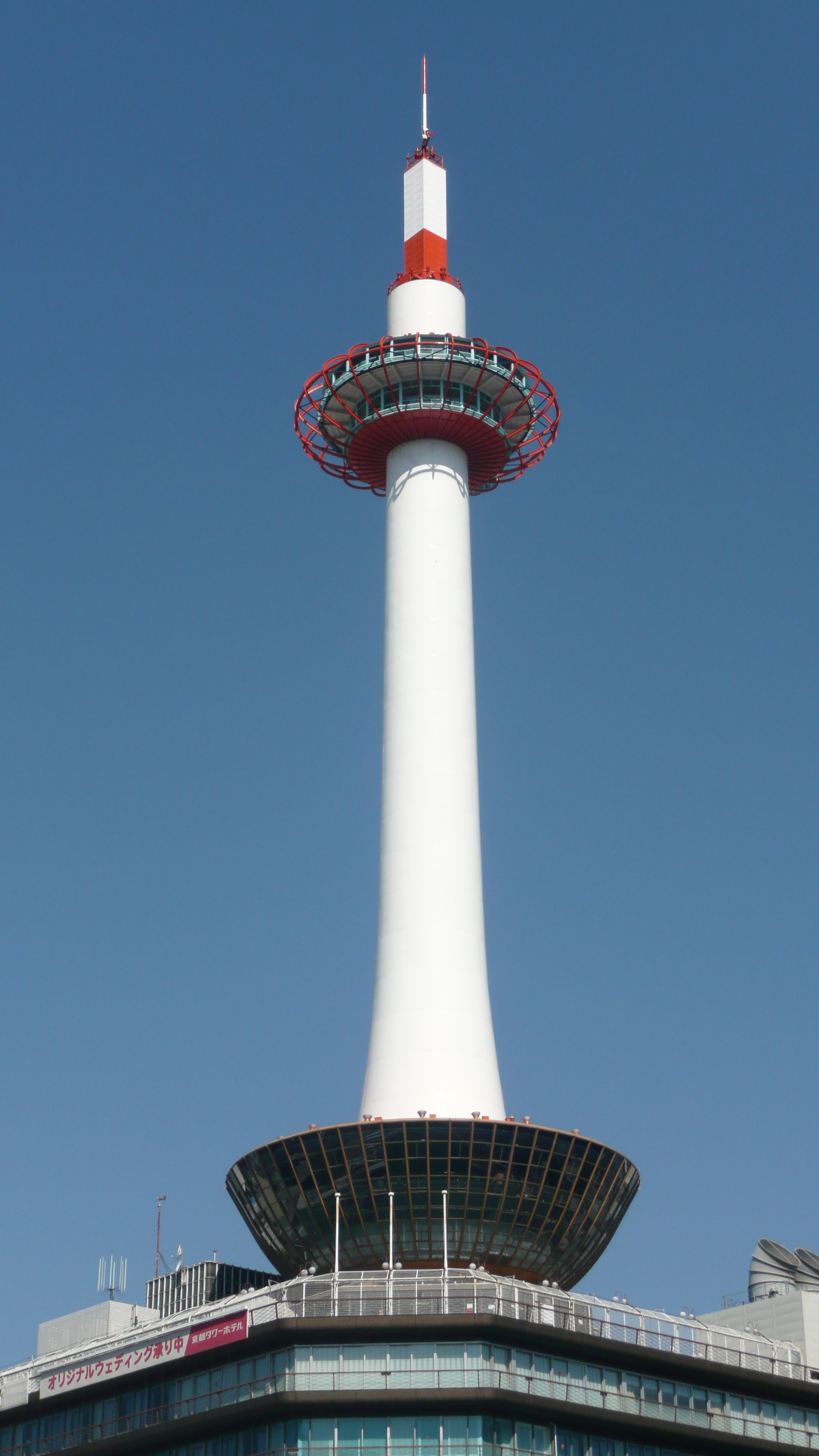
Kyōto Tower

Der Kyōto Tower (jap. 京都タワー, Kyōto tawā) ist ein 131 Meter hoher Aussichtsturm in Kyōto, Japan. Eine Aussichtsplattform in 100 Metern Höhe bietet einen 360°-Rundblick auf die Stadt. 
Der Kyōto Tower wurde im Dezember 1964 fertiggestellt und befindet sich unmittelbar gegenüber dem Hauptbahnhof im Stadtzentrum. Das Bauwerk wurde von dem Architekten Mamoru Yamada entworfen, welcher dabei durch den Ingenieur Makoto Tanahashi von der Kyōto Universität beraten wurde. Letzterer war auch für die Planung der Tragkonstruktion aus gestapelten und verkleideten Stahlringen verantwortlich. Im Unterschied zum Eiffelturm oder zum Tokyo Tower wurde kein offen sichtbares Stahlgerüst verwendet, da eine solche Konstruktionsweise als zu wenig elegant für die historische Stadt Kyōto angesehen wurde. Die Kosten lagen bei 380 Millionen ¥.
Die Form, welche oft mit einem Raumschiff verglichen wird und auch gewisse Ähnlichkeit mit einem Leuchtturm hat, wurde angeblich durch eine buddhistische Kerze inspiriert. Ein neunstöckiges Gebäude mit einer Höhe von 30,8 m, in dem sich ein Hotel und mehrere Läden befinden, dient als Sockel des Turms. Darauf befindet sich das Restaurant „Sky Lounge“ mit drei Etagen. Der Turm selbst hat ein Gewicht von etwa 800 Tonnen. Bei klarem Wetter ist eine Sicht bis nach Osaka möglich.

## Galerie

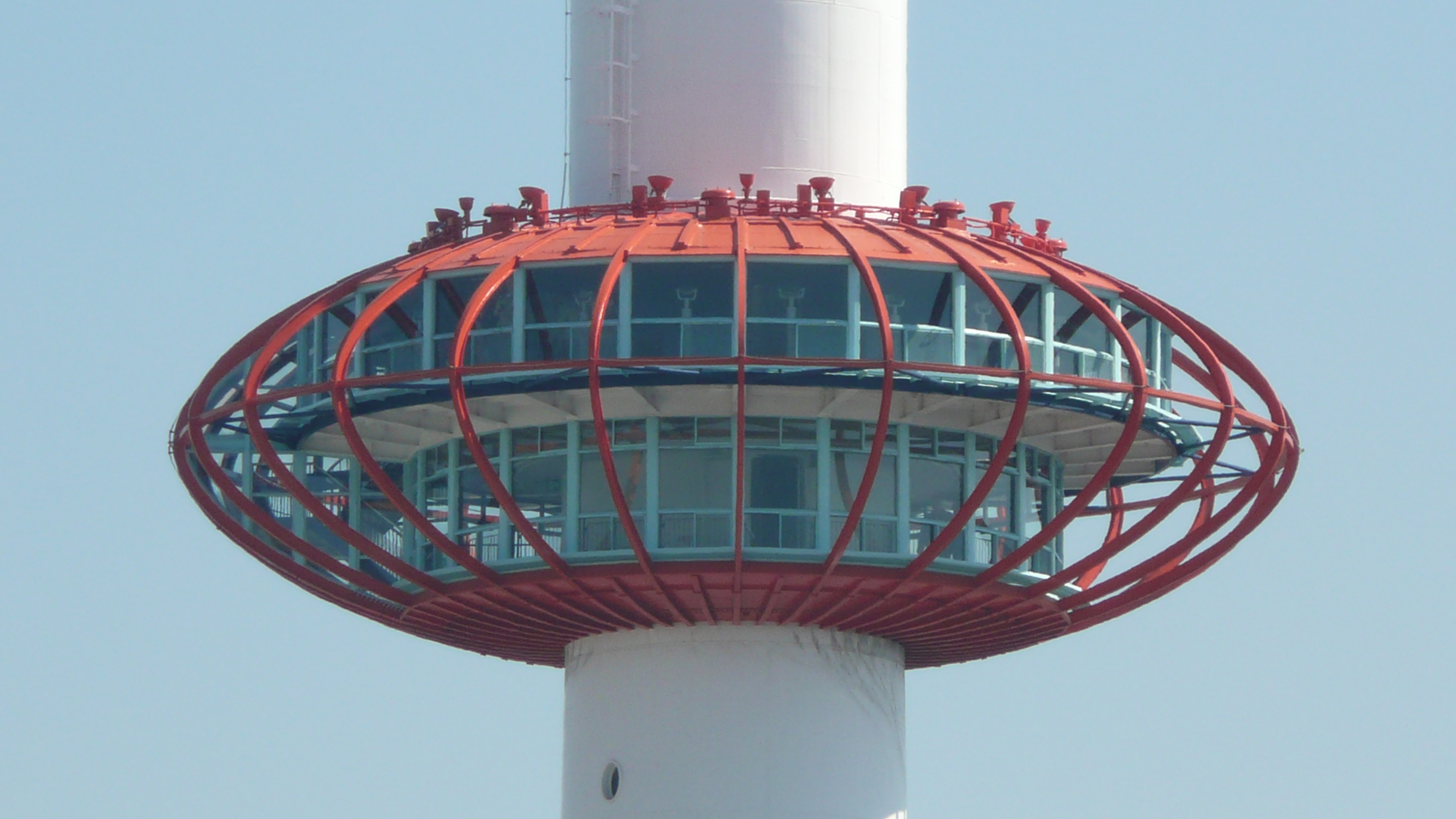
Obere Aussichtsplattform
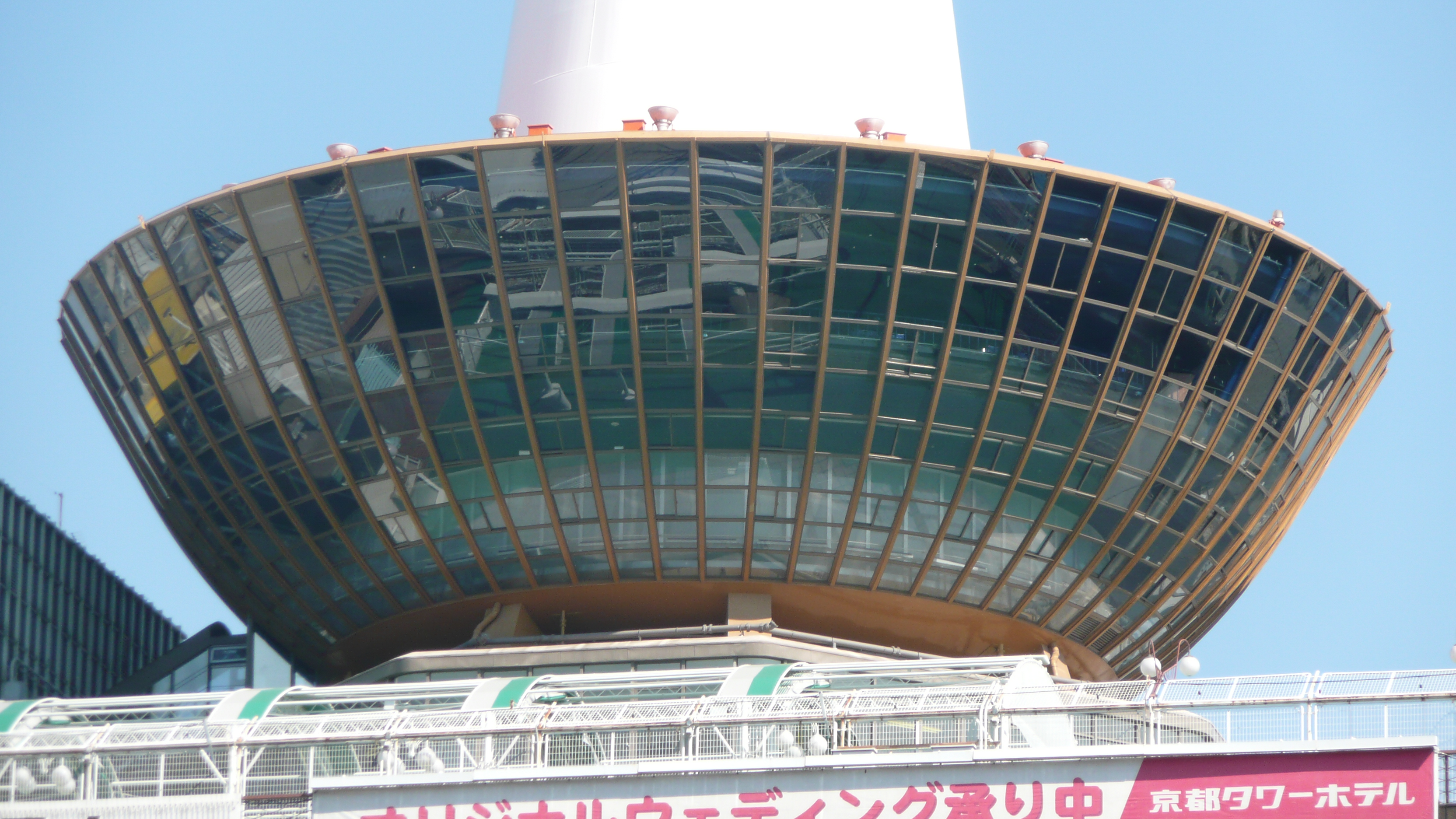
Untere Aussichtsplattform
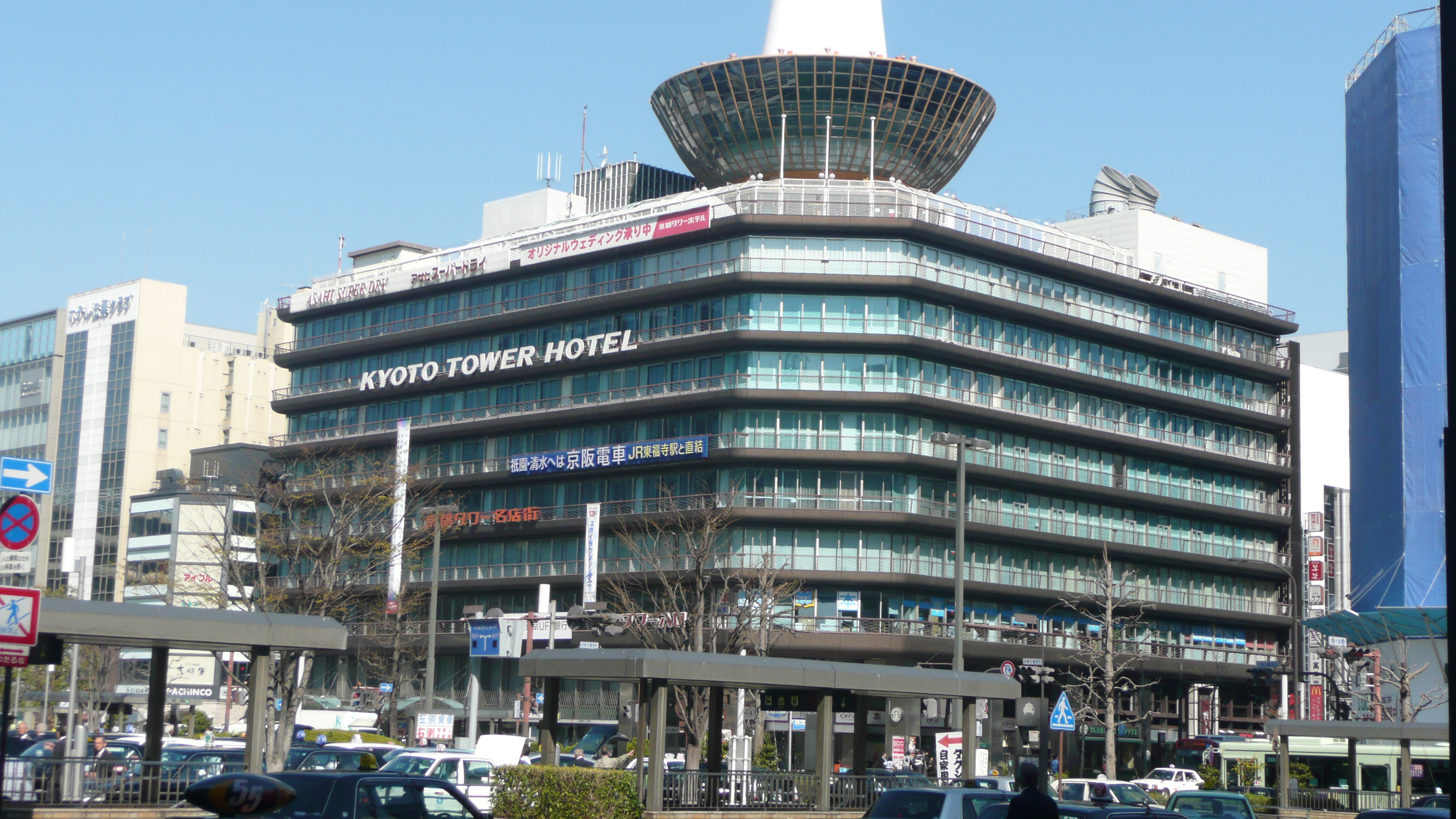
Sockel-Gebäude (Hotel)
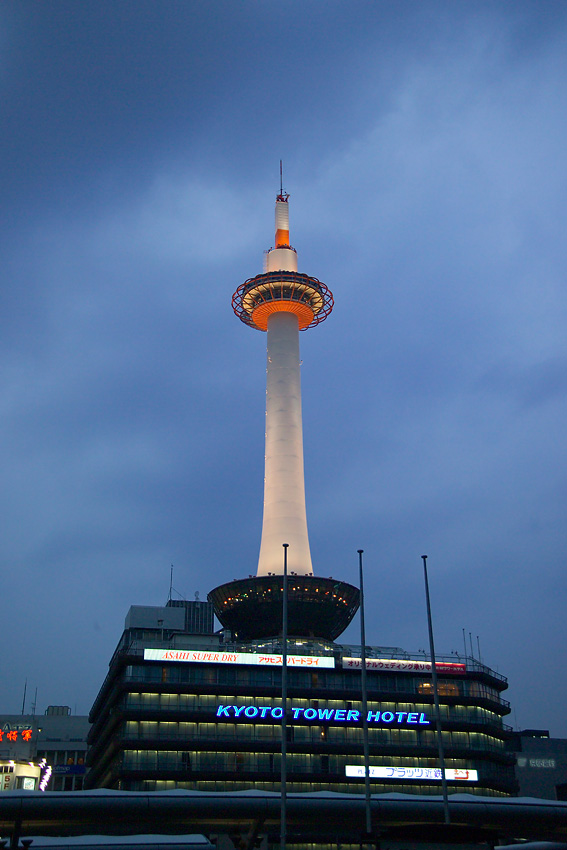
Ansicht bei Nacht